# Gdebi
GDebi è uno strumento a interfaccia grafica che permette di installare pacchetti .deb su Debian e sulle  distribuzioni GNU/Linux da essa derivate.
Si trova nella dotazione software delle distribuzioni basate su Ubuntu, e nei relativi repository.

## Caratteristiche
Il programma semplifica l'installazione di pacchetti .deb agli utenti meno esperti, in luogo della gestione pacchetti in un emulatore di terminale in un ambiente desktop.
Lo si avvia aprendo un file .deb utilizzando il menu contestuale del cursore.